# Passantenliteratuur
Onder passantenliteratuur wordt verstaan de verzameling van teksten van schrijvers die slechts tijdelijk in een bepaald land verbleven en die op grond van dat verblijf het land tot bron van literaire verbeelding namen. 
Het kan dus gaan om reizigers, en om migranten die na verloop van tijd (soms tientallen jaren lang) weer naar hun land van herkomst terugkeerden. Men vindt onder hen ontdekkingsreizigers en avonturiers, maar ook missionarissen, zendelingen, diplomaten, journalisten, handelslui. Passantenliteratuur is van alle tijden en alle werelddelen, maar het verwondert niet dat het vooral de koloniserende mogendheden zijn geweest die veel passantenliteratuur hebben voortgebracht. Teksten uit dit segment van de literatuur zijn dan ook in het bijzonder van belang om te zien hoe de literaire verbeelding omgaat met de ontmoeting van verschillende culturen. Op het snijvlak van twee (of meer) culturen ontwikkelen de passant-schrijvers zich niet zelden tot wat ook wel tussenfiguren in de literatuur genoemd worden, zij het dat het begrip tussenfiguren breder is, en ook die schrijvers omvat die zich definitief elders vestigen.
In veel gevallen levert de literatuur van passanten een blik van de buitenkant op die de lezer meer vertelt over de observator dan over het geobserveerde gebied. Het is niet zelden voorgekomen dat de kritische blik van dit soort auteurs in het geobserveerde land tot veel irritatie leidde (zoals het geval was met Willem Frederik Hermans die Suriname en de Nederlandse Antillen bezocht en daarvan verslag deed in De laatste resten tropisch Nederland (1969).) Maar er zijn ook auteurs geweest die zich volledig met een land en volk engageerden en diep tot de ziel van de mensen wisten door te dringen; deze vorm van passantenliteratuur kenmerkt zich vaak door het gebruik van lokale taalvarianten (zoals in de roman De manja (1866) van dominee Cornelis van Schaick die van 1852 tot 1861 in Suriname verbleef). Het gehele oeuvre van auteurs als Johan van de Walle en M.M. Schoenmakers kan tot de passantenliteratuur worden gerekend, evenals het belangrijkste werk van Multatuli.
Schrijvers die zich in een ander land vestigen om er definitief hun lot mee te verbinden worden niet gerekend tot de passantenliteratuur. Evenmin die schrijvers die wegtrekken uit hun moederland en dan elders over hun moederland schrijven, zoals dat het geval is bij veel Nederlands-Indische schrijvers, bij Salman Rushdie, V.S. Naipaul, Ben Okri en vele andere schrijvers uit de British Commonwealth die zich in Engeland vestigden, of schrijvers uit de Franse départements d'outre-mer die zich in de Franse metropool Parijs vestigden, zoals Patrick Chamoiseau die over Martinique schreef.

## Over passantenliteratuur
- Elisabeth Leijnse & Michiel van Kempen (red.), Tussenfiguren: schrijvers tussen de culturen.  Amsterdam: Het Spinhuis, 1998; aangevulde herdruk 2001.
- Noordoostpassanten; 400 jaar Nederlandse verhaalkunst over de Caraïben. Samengesteld, ingeleid en van aantekeningen voorzien door Michiel van Kempen en Wim Rutgers. Amsterdam: Contact,  2005.